# Dolmen del Guadancil I

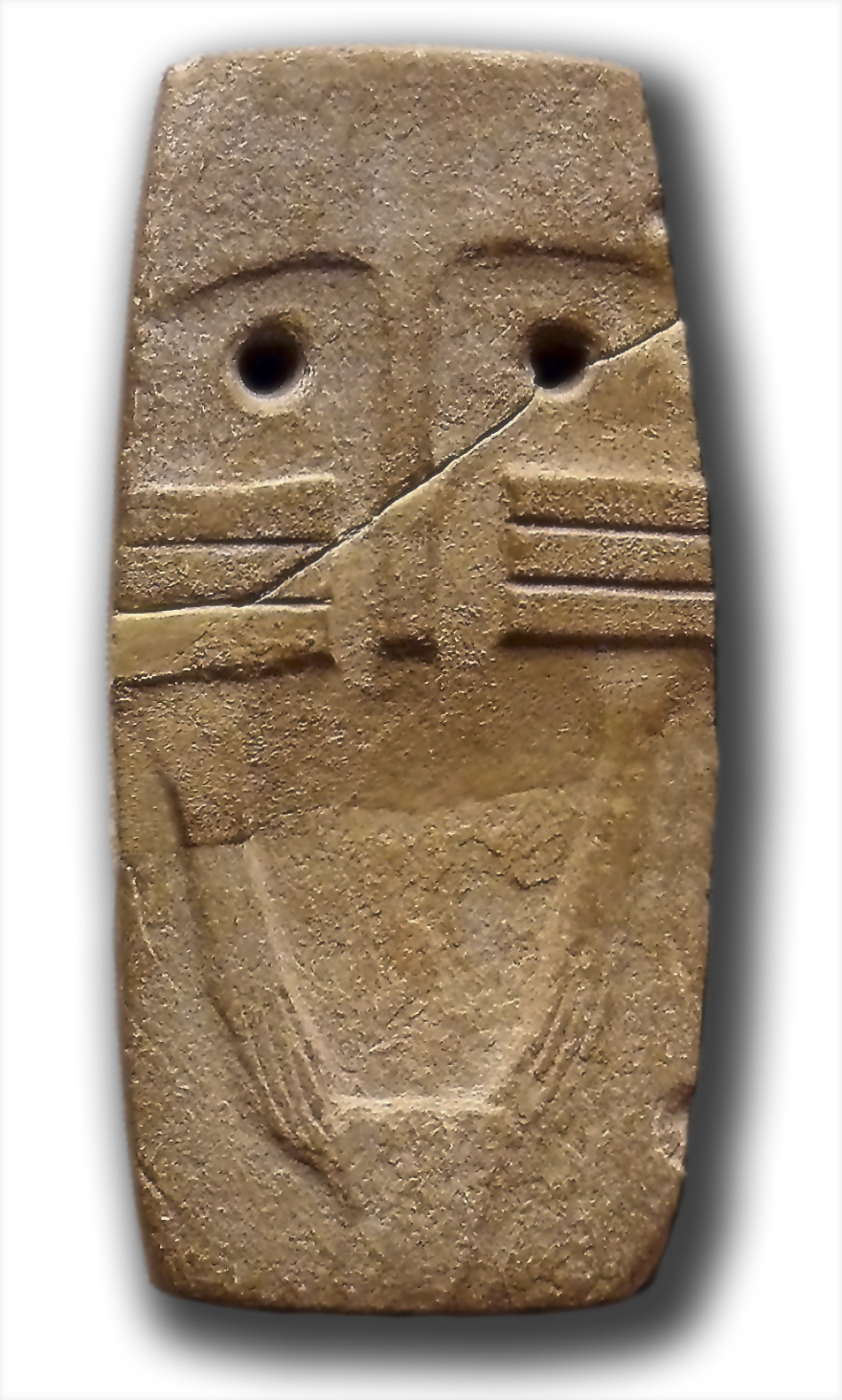
Reliefiertes Augenidol aus Garrovillas de Alconetar

Der Dolmen del Guadancil I (auch Guijarros 1 genannt) ist eine Megalithanlage aus Schiefer. Sie liegt im 104 km² großen Alcántara-Stausee in Garrovillas de Alconétar, bei Caceres in der Autonomen Region Extremadura in Spanien und ist nur zu Zeiten starker Trockenheit sichtbar. Die Überschwemmung hat den Erhaltungszustand beeinflusst.
Der Pfarrer Don Jerónimo Sande grub 1874 die etwa 50,0 m voneinander entfernten Dolmen del Guadancil I und II aus. Die Gräber entsprechen den benachbarten Anlagen aus der Jungsteinzeit. Er fand Messer, Pfeil- und Speerspitzen aus Feuerstein, geschliffene Äxte aus Amphibolit, Tontöpfe, Steinperlen und reliefierte Schieferplattenidole. Er präsentierte die Objekte 1878 auf der Weltausstellung in Paris. Guadancil I bewahrte die Einfassung der Basis des Hügels mit einem Durchmesser von etwa 18,0 Metern und einen Teil der Anlage. Der Dolmen besteht aus einer runden Kammer von etwa 3,0 m Durchmesser und einem Gang von 5,15 Metern Länge. Sieben Orthostaten von mehr als einem Meter Höhe befinden sich in situ. Sein nach Osten gerichteter Zugang, dessen Pfosten und Sturz erhalten sind, hat eine Breite von 1,24 Metern. Die bemerkenswert lange Galerie hat eine Breite von 1,6 m.
Guadancil II war ursprünglich identisch mit der Anlage I. Geblieben sind aber nur die Reste des Hügels mit der Vertiefung der ausgegangenen Kammer. Alle Funde befinden sich im Nationalmuseum und im Museum von Cáceres.
Im Cerro de la Horca, südlich von Garrovillas de Alconetar, befindet sich die Eras del Garrote Dolmen 1 + 2, von denen einer 1909 von V. Paredes erkundet wurde.